# بخش کمبریج، ایزانتی، مینه سوتا
بخش کمبریج (به انگلیسی: Cambridge Township) یک منطقهٔ مسکونی در ایالات متحده آمریکا است که در شهرستان ایسانتی، مینه‌سوتا واقع شده‌است.
 بخش کمبریج ۸۲٫۹ کیلومتر مربع مساحت و ۲٬۴۱۳ نفر جمعیت دارد و ۲۸۷ متر بالاتر از سطح دریا واقع شده‌است.